# ابریس
ابریس (به فرانسوی: Abriès) یک کامین در فرانسه است که در Canton of Aiguilles واقع شده‌است.

## خصوصیات
ابریس ۷۷ کیلومترمربع مساحت و ۳۷۲ نفر جمعیت دارد و ۱٬۵۴۷ متر بالاتر از سطح دریا واقع شده‌است.